# Campeonato Argentino M19 2009
El Campeonato Argentino de Menores de 19 años de 2009 fue un torneo para los seleccionados M19 de las uniones regionales afiliadas a la Unión Argentina de Rugby. El torneo se llevó a cabo entre el 7 y el 29 de noviembre de 2009, disputándose en conjunto con el Campeonato Argentino M18 de 2009.
La Unión Cordobesa de Rugby fue elegida como sede de las fases finales en ambas categorías, disputándose los encuentros en las instalaciones del Córdoba Athletic Club. Inicialmente, la final del campeonato iba a disputarse el 28 de noviembre, pero al incorporarse la instancia de semifinales, se decidió llevar a cabo ambas finales el 29 de noviembre. Durante esta edición, la Zona Ascenso A y la Zona Ascenso B volvieron a ser denominadas Zona Ascenso y Zona Desarrollo, respectivamente.
La Unión de Rugby de Tucumán se quedó con el campeonato al vencer 16-15 en la final a la Unión de Rugby de Buenos Aires. Los Naranjitas fueron capitaneados por Guillermo Villagra y contó con jugadores como Ramiro Moyano e Ignacio Rodríguez Muedra, quien marco once puntos en la final producto de dos penales, un drop y una conversión.

## Equipos participantes
Inicialmente, veinticinco equipos iban a participar de esta edición: veinticuatro uniones provinciales de Argentina y una selección sudamericana invitada.
| División                  | Equipo              | Unión                                                |
| ------------------------- | ------------------- | ---------------------------------------------------- |
| Zona Campeonato 8 equipos | Buenos Aires        | Unión de Rugby de Buenos Aires                       |
| Zona Campeonato 8 equipos | Córdoba             | Unión Cordobesa de Rugby                             |
| Zona Campeonato 8 equipos | Cuyo                | Unión de Rugby de Cuyo                               |
| Zona Campeonato 8 equipos | Entre Ríos          | Unión Entrerriana de Rugby                           |
| Zona Campeonato 8 equipos | Mar del Plata       | Unión de Rugby de Mar del Plata                      |
| Zona Campeonato 8 equipos | Rosario             | Unión de Rugby de Rosario                            |
| Zona Campeonato 8 equipos | Salta               | Unión de Rugby de Salta                              |
| Zona Campeonato 8 equipos | Tucumán             | Unión de Rugby de Tucumán                            |
| Zona Ascenso 8 equipos    | Alto Valle          | Unión de Rugby del Alto Valle de Río Negro y Neuquén |
| Zona Ascenso 8 equipos    | Chubut              | Unión de Rugby del Valle del Chubut                  |
| Zona Ascenso 8 equipos    | Formosa             | Unión de Rugby de Formosa                            |
| Zona Ascenso 8 equipos    | Lagos del Sur       | Unión de Rugby de los Lagos del Sur                  |
| Zona Ascenso 8 equipos    | Nordeste            | Unión de Rugby del Nordeste                          |
| Zona Ascenso 8 equipos    | San Juan            | Unión Sanjuanina de Rugby                            |
| Zona Ascenso 8 equipos    | Santa Fe            | Unión Santafesina de Rugby                           |
| Zona Ascenso 8 equipos    | Sur                 | Unión de Rugby del Sur                               |
| Zona Desarrollo 9 equipos | Austral             | Unión de Rugby Austral                               |
| Zona Desarrollo 9 equipos | Jujuy               | Unión Jujeña de Rugby                                |
| Zona Desarrollo 9 equipos | La Rioja            | Unión Riojana de Rugby                               |
| Zona Desarrollo 9 equipos | Oeste               | Unión de Rugby del Oeste de Buenos Aires             |
| Zona Desarrollo 9 equipos | Misiones            | Unión de Rugby de Misiones                           |
| Zona Desarrollo 9 equipos | Paraguay            | Unión de Rugby del Paraguay                          |
| Zona Desarrollo 9 equipos | San Luis            | Unión de Rugby San Luis                              |
| Zona Desarrollo 9 equipos | Santiago del Estero | Unión Santiagueña de Rugby                           |
| Zona Desarrollo 9 equipos | Tierra del Fuego    | Unión de Rugby de Tierra del Fuego                   |

En cursiva los seleccionados internacionales invitados.
La Unión de Rugby de Tierra del Fuego debía competir en la Zona Sur de la Zona Desarrollo junto a la Unión de Rugby Austral y la Unión de Rugby del Oeste de Buenos Aires, pero se dio de baja a poco días de comenzar su participación.

## Zona Campeonato

### Zona 1
| Pos. | Equipos      | Partidos | Partidos | Partidos | Tantos | Tantos | Tantos | Pts. |
| Pos. | Equipos      | G        | E        | P        | PF     | PC     | DP     | Pts. |
| ---- | ------------ | -------- | -------- | -------- | ------ | ------ | ------ | ---- |
| 1.°  | Buenos Aires | 3        | 0        | 0        | 84     | 34     | +50    | 13   |
| 2.°  | Entre Ríos   | 2        | 0        | 1        | 52     | 49     | +3     | 10   |
| 3.°  | Cuyo         | 1        | 0        | 2        | 70     | 55     | +15    | 7    |
| 4.°  | Salta        | 0        | 0        | 3        | 19     | 87     | -68    | 0    |

|  | Clasifica a la fase final       |
|  | Juega desempate por el descenso |

| 7 de noviembre | Buenos Aires | 52 - 11 | Salta | Club Newman, Benavídez           |                                  |
|                |              | Reporte |       | Árbitro(s): Jason Mola (Córdoba) | Árbitro(s): Jason Mola (Córdoba) |

| 7 de noviembre | Cuyo | 31 - 33 | Entre Ríos | Mendoza Rugby Club, Bermejo         |                                     |
|                |      | Reporte |            | Árbitro(s): Osvaldo Singh (Tucumán) | Árbitro(s): Osvaldo Singh (Tucumán) |

| 14 de noviembre | Entre Ríos | 6 - 13  | Buenos Aires | CA Estudiantes, Paraná                 |                                        |
|                 |            | Reporte |              | Árbitro(s): Emilio Traverso (Santa Fe) | Árbitro(s): Emilio Traverso (Santa Fe) |

| 14 de noviembre | Cuyo | 22 - 3  | Salta | Teqüe Rugby Club, Maipú              |                                      |
|                 |      | Reporte |       | Árbitro(s): Augusto Agüero (Córdoba) | Árbitro(s): Augusto Agüero (Córdoba) |

| 21 de noviembre | Buenos Aires | 19 -17  | Cuyo | Club Newman, Benavídez                  |                                         |
|                 |              | Reporte |      | Árbitro(s): Juan Cruz Tissera (Córdoba) | Árbitro(s): Juan Cruz Tissera (Córdoba) |

| 21 de noviembre | Salta | 5 - 13  | Entre Ríos | Jockey Club, Salta                   |                                      |
|                 |       | Reporte |            | Árbitro(s): Eduardo Padrón (Tucumán) | Árbitro(s): Eduardo Padrón (Tucumán) |

### Zona 2
| Pos. | Equipos       | Partidos | Partidos | Partidos | Tantos | Tantos | Tantos | Pts. |
| Pos. | Equipos       | G        | E        | P        | PF     | PC     | DP     | Pts. |
| ---- | ------------- | -------- | -------- | -------- | ------ | ------ | ------ | ---- |
| 1.°  | Tucumán       | 3        | 0        | 0        | 114    | 24     | +90    |      |
| 2.°  | Rosario       | 2        | 0        | 1        | 121    | 51     | +70    | 10   |
| 3.°  | Córdoba       | 1        | 0        | 2        | 94     | 57     | +37    | 6    |
| 4.°  | Mar del Plata | 0        | 0        | 3        | 5      | 202    | -197   | 0    |

|  | Clasifica a la fase final       |
|  | Juega desempate por el descenso |

| 7 de noviembre | Tucumán | 26 - 17 | Rosario | Natación y Gimnasia, Tucumán       |                                    |
|                |         | Reporte |         | Árbitro(s): Augusto Baez (Formosa) | Árbitro(s): Augusto Baez (Formosa) |

| 7 de noviembre | Córdoba | 62 - 5  | Mar del Plata | La Tablada, Córdoba                            |                                                |
|                |         | Reporte |               | Árbitro(s): Maximiliano Miranda (Buenos Aires) | Árbitro(s): Maximiliano Miranda (Buenos Aires) |

| 14 de noviembre | Mar del Plata | 0 - 62  | Tucumán | Comercial Rugby Club, Mar del Plata    |                                        |
|                 |               | Reporte |         | Árbitro(s): Ramiro García Gamero (Sur) | Árbitro(s): Ramiro García Gamero (Sur) |

| 14 de noviembre | Córdoba | 25 - 26 | Rosario | Córdoba Athletic Club, Córdoba           |                                          |
|                 |         | Reporte |         | Árbitro(s): Andrés Sutton (Buenos Aires) | Árbitro(s): Andrés Sutton (Buenos Aires) |

| 21 de noviembre | Tucumán | 26 - 7  | Córdoba | Natación y Gimnasia, Tucumán      |                                   |
|                 |         | Reporte |         | Árbitro(s): Osvaldo Cuello (Cuyo) | Árbitro(s): Osvaldo Cuello (Cuyo) |

| 21 de noviembre | Rosario | 78 - 0  | Mar del Plata | Jockey Club, Rosario                       |                                            |
|                 |         | Reporte |               | Árbitro(s): Hernán Iglesias (Buenos Aires) | Árbitro(s): Hernán Iglesias (Buenos Aires) |

### Desempate descenso
| 28 de noviembre | Salta | 19 - 0  | Mar del Plata | Jockey Club, Salta                   |                                      |
|                 |       | Reporte |               | Árbitro(s): Marcelo Albaca (Tucumán) | Árbitro(s): Marcelo Albaca (Tucumán) |

### Fase final
|  | Semifinales     | Semifinales     | Semifinales     |         |              | Final           | Final           | Final           |  |
|  | 26 de noviembre | 26 de noviembre | 26 de noviembre |         |              | 29 de noviembre | 29 de noviembre | 29 de noviembre |  |
|  |                 |                 |                 |         |              |                 |                 |                 |  |
|  |                 |                 |                 |         |              |                 |                 |                 |  |
|  | Buenos Aires    | Buenos Aires    | 25              |         |              |                 |                 |                 |  |
|  | Buenos Aires    | Buenos Aires    | 25              |         |              |                 |                 |                 |  |
|  | Rosario         | Rosario         | 22              |         |              |                 |                 |                 |  |
|  | Rosario         | Rosario         | 22              |         | Buenos Aires | Buenos Aires    | 15              |                 |  |
|  |                 |                 |                 |         | Buenos Aires | Buenos Aires    | 15              |                 |  |
|  |                 |                 | Tucumán         | Tucumán | 16           |                 |                 |                 |  |
|  | Tucumán         | Tucumán         | Tucumán         | Tucumán | 16           | 61              |                 |                 |  |
|  | Tucumán         | Tucumán         |                 |         |              | 61              |                 |                 |  |
|  | Entre Ríos      | Entre Ríos      | 3               |         |              |                 |                 |                 |  |
|  | Entre Ríos      | Entre Ríos      | 3               |         |              |                 |                 |                 |  |
|  |                 |                 |                 |         |              |                 |                 |                 |  |

Semifinales
| 26 de noviembre | Buenos Aires | 25 - 22 | Rosario | Córdoba Athletic Club, Córdoba       |                                      |
|                 |              | Reporte |         | Árbitro(s): Javier Mancuso (Córdoba) | Árbitro(s): Javier Mancuso (Córdoba) |

| 26 de noviembre | Tucumán | 61 - 3  | Entre Ríos | Córdoba Athletic Club, Córdoba           |                                          |
|                 |         | Reporte |            | Árbitro(s): Alberto Passamonti (Córdoba) | Árbitro(s): Alberto Passamonti (Córdoba) |

Final
| 29 de noviembre | Buenos Aires | 15 - 16 | Tucumán | Córdoba Athletic Club, Córdoba       |                                      |
|                 |              | Reporte |         | Árbitro(s): Carlos Romero (Nordeste) | Árbitro(s): Carlos Romero (Nordeste) |

| Bandera de la Provincia de Tucumán |
| Tucumán Campeón                    |

## Zona Ascenso

### Zona 1
| Pos. | Equipos  | Partidos | Partidos | Partidos | Tantos | Tantos | Tantos | Pts. |
| Pos. | Equipos  | G        | E        | P        | PF     | PC     | DP     | Pts. |
| ---- | -------- | -------- | -------- | -------- | ------ | ------ | ------ | ---- |
| 1.°  | Santa Fe | 3        | 0        | 0        | 133    | 45     | +88    | 14   |
| 2.°  | Nordeste | 2        | 0        | 1        | 155    | 37     | +118   | 12   |
| 3.°  | San Juan | 1        | 0        | 2        | 56     | 71     | -15    | 5    |
| 4.°  | Formosa  | 0        | 0        | 3        | 6      | 197    | -191   | 0    |

|  | Clasifica a la final             |
|  | Desciende a Zona Desarrollo 2010 |

| 7 de noviembre | San Juan | 17 - 36 | Santa Fe | Sporting Club Alfiles, Rivadavia |                                  |
|                |          | Reporte |          | Árbitro(s): Ariel Burgos (Salta) | Árbitro(s): Ariel Burgos (Salta) |

| 7 de noviembre | Nordeste | 98 - 0  | Formosa | Aranduroga RC, Corrientes               |                                         |
|                |          | Reporte |         | Árbitro(s): Ezequiel Adrover (Santa Fe) | Árbitro(s): Ezequiel Adrover (Santa Fe) |

| 14 de noviembre | Formosa | 3 - 28  | San Juan | Aguará RHC, Formosa                    |                                        |
|                 |         | Reporte |          | Árbitro(s): Mauricio Mármol (Misiones) | Árbitro(s): Mauricio Mármol (Misiones) |

| 14 de noviembre | Nordeste | 25 - 26 | Santa Fe | Aranduroga RC, Corrientes            |                                      |
|                 |          | Reporte |          | Árbitro(s): Diego Raviculé (Rosario) | Árbitro(s): Diego Raviculé (Rosario) |

| 21 de noviembre | San Juan | 11 - 32 | Nordeste | San Juan Rugby Club, San Juan   |                                 |
|                 |          | Reporte |          | Árbitro(s): José Covassi (Cuyo) | Árbitro(s): José Covassi (Cuyo) |

| 21 de noviembre | Santa Fe | 71 - 3  | Formosa | Club La Salle Jobson, Santa Fe    |                                   |
|                 |          | Reporte |         | Árbitro(s): Omar Acuña (Misiones) | Árbitro(s): Omar Acuña (Misiones) |

### Zona 2
| Pos. | Equipos       | Partidos | Partidos | Partidos | Tantos | Tantos | Tantos | Pts. |
| Pos. | Equipos       | G        | E        | P        | PF     | PC     | DP     | Pts. |
| ---- | ------------- | -------- | -------- | -------- | ------ | ------ | ------ | ---- |
| 1.°  | Sur           | 3        | 0        | 0        | 124    | 28     | +96    | 15   |
| 2.°  | Alto Valle    | 2        | 0        | 1        | 64     | 41     | +23    |      |
| 3.°  | Chubut        | 1        | 0        | 2        | 37     | 77     | -40    |      |
| 4.°  | Lagos del Sur | 0        | 0        | 3        | 7      | 86     | -79    | 0    |

|  | Final                            |
|  | Desciende a Zona Desarrollo 2010 |

| 7 de noviembre | Sur | 53 - 10 | Chubut | Sociedad Sportiva, Bahía Blanca         |                                         |
|                |     | Reporte |        | Árbitro(s): Martín Isola (Buenos Aires) | Árbitro(s): Martín Isola (Buenos Aires) |

| 7 de noviembre | Alto Valle | 29 - 0  | Lagos del Sur | Roca Rugby Club, General Roca     |                                   |
|                |            | Reporte |               | Árbitro(s): Osvaldo Cuello (Cuyo) | Árbitro(s): Osvaldo Cuello (Cuyo) |

| 14 de noviembre | Lagos del Sur | 7 - 35  | Sur | Club Los Pehuenes, Bariloche            |                                         |
|                 |               | Reporte |     | Árbitro(s): Andrés Benítez (Alto Valle) | Árbitro(s): Andrés Benítez (Alto Valle) |

| 14 de noviembre | Alto Valle | 24 - 5  | Chubut | Roca Rugby Club, General Roca       |                                     |
|                 |            | Reporte |        | Árbitro(s): Gustavo Ianchina (Cuyo) | Árbitro(s): Gustavo Ianchina (Cuyo) |

| 21 de noviembre | Sur | 36 - 11 | Alto Valle | CABB, Bahía Blanca                        |                                           |
|                 |     | Reporte |            | Árbitro(s): Matías Dramis (Mar del Plata) | Árbitro(s): Matías Dramis (Mar del Plata) |

| 21 de noviembre | Chubut | 22 - 0  | Lagos del Sur | Puerto Madryn RC, Puerto Madryn       |                                       |
|                 |        | Reporte |               | Árbitro(s): Ramiro Cisneros (Austral) | Árbitro(s): Ramiro Cisneros (Austral) |

### Final
| 28 de noviembre | Santa Fe | 45 - 12 | Sur | Club Universitario, Santa Fe       |                                    |
|                 |          | Reporte |     | Árbitro(s): Mauro Rivera (Rosario) | Árbitro(s): Mauro Rivera (Rosario) |

| Bandera de la Provincia de Santa Fe |
| Santa Fe Campeón Zona Ascenso       |

## Zona Desarrollo

### Zona Norte
La Zona Norte estuvo divida en dos grupos de tres equipos cada uno. Cada grupo estuvo organizado de acuerdo a sus zonas geográficas (noroeste y noreste). Los ganadores de cada grupo se enfrentaron en una final para definir al ganador de la Zona Norte.
Zona Norte A
| Pos. | Equipos  | Partidos | Partidos | Partidos | Tantos | Tantos | Tantos | Pts. |
| Pos. | Equipos  | G        | E        | P        | PF     | PC     | DP     | Pts. |
| ---- | -------- | -------- | -------- | -------- | ------ | ------ | ------ | ---- |
| 1.°  | Jujuy    | 2        | 0        | 0        | 47     | 21     | +26    | 9    |
| 2.°  | San Luis | 1        | 0        | 1        | 36     | 38     | -2     |      |
| 3.°  | La Rioja | 0        | 0        | 2        | 17     | 41     | -24    | 0    |

| 7 de noviembre | Jujuy | 19 - 7  | La Rioja | Suri Rugby Club, Jujuy                 |                                        |
|                |       | Reporte |          | Árbitro(s): Fernando Martoni (Tucumán) | Árbitro(s): Fernando Martoni (Tucumán) |

| 14 de noviembre | San Luis | 14 - 28 | Jujuy | Chancay Rugby Club, San Luis        |                                     |
|                 |          | Reporte |       | Árbitro(s): Juan Ferrari (San Juan) | Árbitro(s): Juan Ferrari (San Juan) |

| 21 de noviembre | La Rioja | 10 - 22 | San Luis | Chelcos Rugby Club, La Rioja                           |                                                        |
|                 |          | Reporte |          | Árbitro(s): Juan Pablo Fernández (Santiago del Estero) | Árbitro(s): Juan Pablo Fernández (Santiago del Estero) |

Zona Norte B
| Pos. | Equipos         | Partidos | Partidos | Partidos | Tantos | Tantos | Tantos | Pts. |
| Pos. | Equipos         | G        | E        | P        | PF     | PC     | DP     | Pts. |
| ---- | --------------- | -------- | -------- | -------- | ------ | ------ | ------ | ---- |
| 1.°  | Sgo. del Estero | 2        | 0        | 0        | 72     | 14     | +58    | 10   |
| 2.°  | Paraguay        | 1        | 0        | 1        | 43     | 40     | +3     | 5    |
| 3.°  | Misiones        | 0        | 0        | 2        | 0      | 61     | -61    | 0    |

| 7 de noviembre | Paraguay | 29 - 0  | Misiones | CURDA, Asunción                     |                                     |
|                |          | Reporte |          | Árbitro(s): Carlos Aranda (Formosa) | Árbitro(s): Carlos Aranda (Formosa) |

| 14 de noviembre | Misiones | 0 - 32  | Santiago del Estero | CAPRI, Posadas                        |                                       |
|                 |          | Reporte |                     | Árbitro(s): Fermín Peyrano (Nordeste) | Árbitro(s): Fermín Peyrano (Nordeste) |

| 21 de noviembre | Santiago del Estero | 40 - 14 | Paraguay | Santiago Lawn Tennis, Santiago del Estero |                                       |
|                 |                     | Reporte |          | Árbitro(s): Patricio Padrón (Tucumán)     | Árbitro(s): Patricio Padrón (Tucumán) |

Final Zona Norte
| 28 de noviembre | Jujuy | 0 - 52  | Santiago del Estero | Suri Rugby Club, Jujuy                   |                                          |
|                 |       | Reporte |                     | Árbitro(s): Fernando Martorell (Tucumán) | Árbitro(s): Fernando Martorell (Tucumán) |

### Zona Sur
La Unión Argentina de Rugby decidió otorgar la organización la Zona Desarrollo Sur a la Unión de Rugby Austral, disputando todos los encuentros en la cancha del Liceo Militar General Roca en Comodoro Rivadavia, Provincia del Chubut. Debido a la repentina ausencia de la Unión de Rugby de Tierra del Fuego, el grupo fue decidido a través de un solo encuentro entre los seleccionados restantes.
| Pos. | Equipos          | Partidos | Partidos | Partidos | Tantos | Tantos | Tantos | Pts. |
| Pos. | Equipos          | G        | E        | P        | PF     | PC     | DP     | Pts. |
| ---- | ---------------- | -------- | -------- | -------- | ------ | ------ | ------ | ---- |
| 1.°  | Austral          | 1        | 0        | 0        | 12     | 11     | +1     | 4    |
| 2    | Oeste            | 0        | 0        | 1        | 11     | 12     | -1     | 1    |
| -    | Tierra del Fuego | -        | -        | -        |        |        |        |      |

| 21 de noviembre | Austral | 12 - 11 | Oeste | Liceo Militar GR, Comodoro Rivadavia         |                                              |
| |         | Reporte |       | Árbitro(s): Adrián García (Tierra del Fuego) | Árbitro(s): Adrián García (Tierra del Fuego) |
| El 19 de noviembre se disputó un encuentro amistoso entre los mismos seleccionados debido a la ausencia de Tierra del Fuego. Resultó en victoria 21-17 para Oeste. |         |         |       |                                              |                                              |